# 대한민국의 국가무형유산 (2000년대~2010년대)
국가무형유산(國家無形遺産)은 보존 가치가 크다고 인정되는 무형의 문화적 소산 가운데 국가에서 유산으로 지정한 것을 말한다. 수 세대에 걸쳐 전승되어 온 무형유산은 전통적 공연·예술, 공예, 미술 등에 관한 전통기술, 한의약, 농경·어로 등에 관한 전통지식, 구전 전통 및 표현, 의식주 등 전통적 생활관습, 민간신앙 등 사회적 의식(儀式), 전통적 놀이·축제 및 기예·무예 분야로 나뉘어 있다.

## 지정 목록

### 2000년대 지정
| 번호  | 사진 | 명칭                                                                         | 소재지                      | 관리자 (단체)   | 지정일                | 참조 |
| 111호 |      | 사직대제 (社稷大祭) (Sajik Daeje (National Rite to Gods of Earth and Grain)) | 서울 서울전역               | 사직대제 보존회 | 2000년 10월 19일 지정 |      |
| 112호 |      | 주철장 (鑄鐵匠)(Jucheoljang (Casting))                                       | 충북 충북전역               | 성종사          | 2001년 3월 12일 지정  |      |
| 113호 |      | 칠장 (漆匠) (Chiljang (Lacquerware Making))                                  | 서울 서울전역               |                 | 2001년 3월 12일 지정  |      |
| 114호 |      | 염장 (簾匠) (Yeomjang (Bamboo Blind Making))                                 | 경남 경남전역               |                 | 2001년 6월 27일 지정  |      |
| 115호 |      | 염색장 (染色匠) (Yeomsaekjang (Natural Dyeing))                              | 전남 전남전역               |                 | 2001년 9월 6일 지정   |      |
| 116호 |      | 화혜장 (靴鞋匠) (Hwahyejang (Shoe Making))                                   | 서울 서울전역 마천동 190-37 |                 | 2004년 2월 20일 지정  |      |
| 117호 |      | 한지장 (韓紙匠) (Hanjijang (Korean Paper Making))                            | 기타 .                      |                 | 2005년 9월 23일 지정  |      |
| 118호 |      | 불화장 (佛畵匠) (Bulhwajang (Buddhist Painting))                             | 경기 경기전역               |                 | 2006년 1월 10일 지정  |      |
| 119호 |      | 금박장 (金箔匠) (Geumbakjang (Gold Leaf Imprinting))                         | 경기 경기전역               |                 | 2006년 11월 16일 지정 |      |
| 120호 |      | 석장 (石匠) (Seokjang (Stone Masonry))                                       | 경기 경기전역               |                 | 2007년 9월 17일 지정  |      |
| 121호 |      | 번와장 (翻瓦匠) (Beonwajang (Tile Roofing))                                  | 서울 서울전역               |                 | 2008년 10월 21일 지정 |      |

### 2010년대 지정
| 번호    | 사진 | 명칭                                                                                             | 소재지                        | 관리자 (단체)                         | 지정일                | 참조 |
| 11-6호  |      | 구례잔수농악 (求禮潺水農樂) (Gurye Jansu Nongak (Farmers' Performance of Jansu, Gurye))          | 전남 전남전역                 | 구례잔수농악보존회                    | 2010년 10월 21일 지정 |      |
| 11-7호  |      | 김천금릉빗내농악                                                                                 | 경북 김천시 개령면 빗내길 118 | 김천금릉빗내농악 보존회               | 2019년 9월 2일 지정   |      |
| 11-8호  |      | 남원농악                                                                                         | 전북 남원시 술미안길 14-19    | 남원농악 보존회                       | 2019년 9월 2일 지정   |      |
| 122호   |      | 연등회 (燃燈會) (Yeondeunghoe (Buddhist Lantern Festival))                                       | 서울 종로구                   | 연등회보존위원회                      | 2012년 4월 6일 지정   |      |
| 123호   |      | 법성포단오제 (法聖浦端午祭) (Beopseongpo Danoje (Dano Festival of Beopseongpo))                  | 전남 전남전역                 | (사)법성포단오보존회                  | 2012년 7월 23일 지정  |      |
| 124호   |      | 궁중채화 (宮中綵花) (Gungjung Chaehwa (Royal Silk Flower Making))                                | 경남 양산시                   |                                       | 2013년 1월 14일 지정  |      |
| 125호   |      | 삼화사 수륙재 (三和寺水陸齋) (Samhwasa Suryukjae (Water and Land Ceremony of Samhwasa Temple))   | 강원 강원전역 .               | 삼화사 국행수륙대재 보존회            | 2013년 12월 31일 지정 |      |
| 126호   |      | 진관사 수륙재 (津寬寺水陸齋) (Jingwansa Suryukjae (Water and Land Ceremony of Jingwansa Temple)) | 서울 .                        | 진관수 국행수륙재 보존회              | 2013년 12월 31일 지정 |      |
| 127호   |      | 아랫녘 수륙재 (아랫녘 水陸齋) (Araennyeok Suryukjae (Water and Land Ceremony of Gyeongsang-do))  | 경남 전역                     | 아랫녘 수륙재보존회                   | 2014년 3월 18일 지정  |      |
| 128호   |      | 선자장 (扇子匠)                                                                                  | 전북전주시                    | 김동식                                | 2015년 7월 8일지정    |      |
| 129호   |      | 아리랑                                                                                           |                               |                                       | 2015년 9월 22일지정   |      |
| 130호   |      | 제다 (製茶)                                                                                      |                               |                                       | 2016년 7월 14일지정   |      |
| 131호   |      | 씨름                                                                                             |                               |                                       | 2017년 1월 4일지정    |      |
| 132호   |      | 해녀                                                                                             | 기타                          |                                       | 2017년 5월 1일지정    |      |
| 133호   |      | 김치 담그기                                                                                      | 기타                          |                                       | 2017년 11월 15일지정  |      |
| 134호   |      | 제염                                                                                             | 기타                          |                                       | 2018년 4월 30일 지정  |      |
| 135호   |      | 온돌문화                                                                                         | 기타                          |                                       | 2018년 4월 30일 지정  |      |
| 136호   |      | 낙화장 (烙畵匠)                                                                                  | 충북 보은군 보은읍            | 김영조                                | 2018년 12월 27일 지정 | ,    |
| 137호   |      | 장 담그기 (醬 담그기)                                                                            |                               |                                       | 2018년 12월 27일 지정 | ,    |
| 138-1호 |      | 전통어로방식-어살                                                                                |                               |                                       | 2019년 4월 3일        | ,    |
| 139호   |      | 불복장작법 (佛腹藏作法)                                                                          | 서울                          | 대한불교 전통불복장 및 점안의식보존회 | 2019년 4월 30일       | ,    |
| 140호   |      | 삼베짜기                                                                                         |                               |                                       | 2019년 12월 31일      |      |